# Canberra Stadium
Het Canberra Stadium is een multifunctioneel stadion in de hoofdstad van Australië, Canberra. Om sponsorredenen ook wel bekend als GIO Stadium Canberra (of kortweg Gio Stadium). Ook Bruce Stadium wordt wel gebruikt. In het stadion kunnen ongeveer 25.000 toeschouwers en het wordt vooral gebruikt voor rugbywedstrijden.

## Toernooien
In 1977 werd dit stadion geopend om te kunnen worden ingezet op de Pacific Conference Games, een atletiektoernooi waarbij landen aan de Stille Oceaan deelnemen. Gevolgd in 1985 voor de IAAF Continental Cup, ook een atletiektoernooi. In 2000 werden de Olympische Spelen in Sydney gehouden, voor het voetbaltoernooi werd ook gebruik gemaakt van dit stadion. Bij het mannentoernooi werden 5 groepswedstrijden in dit stadion gespeeld, bij het vrouwentoernooi ook 5 groepswedstrijden, maar ook de halve finale tussen de Verenigde Staten en Brazilië. In 2003 werd het Wereldkampioenschap rugby onder andere in dit stadion gespeeld, er waren toen 4 wedstrijden. In 2015 werd gebruik gemaakt van dit stadion voor het Aziatisch kampioenschap voetbal. Toen onder andere de kwartfinale tussen Iran en Irak (3–3).